# Montanera (engorde)

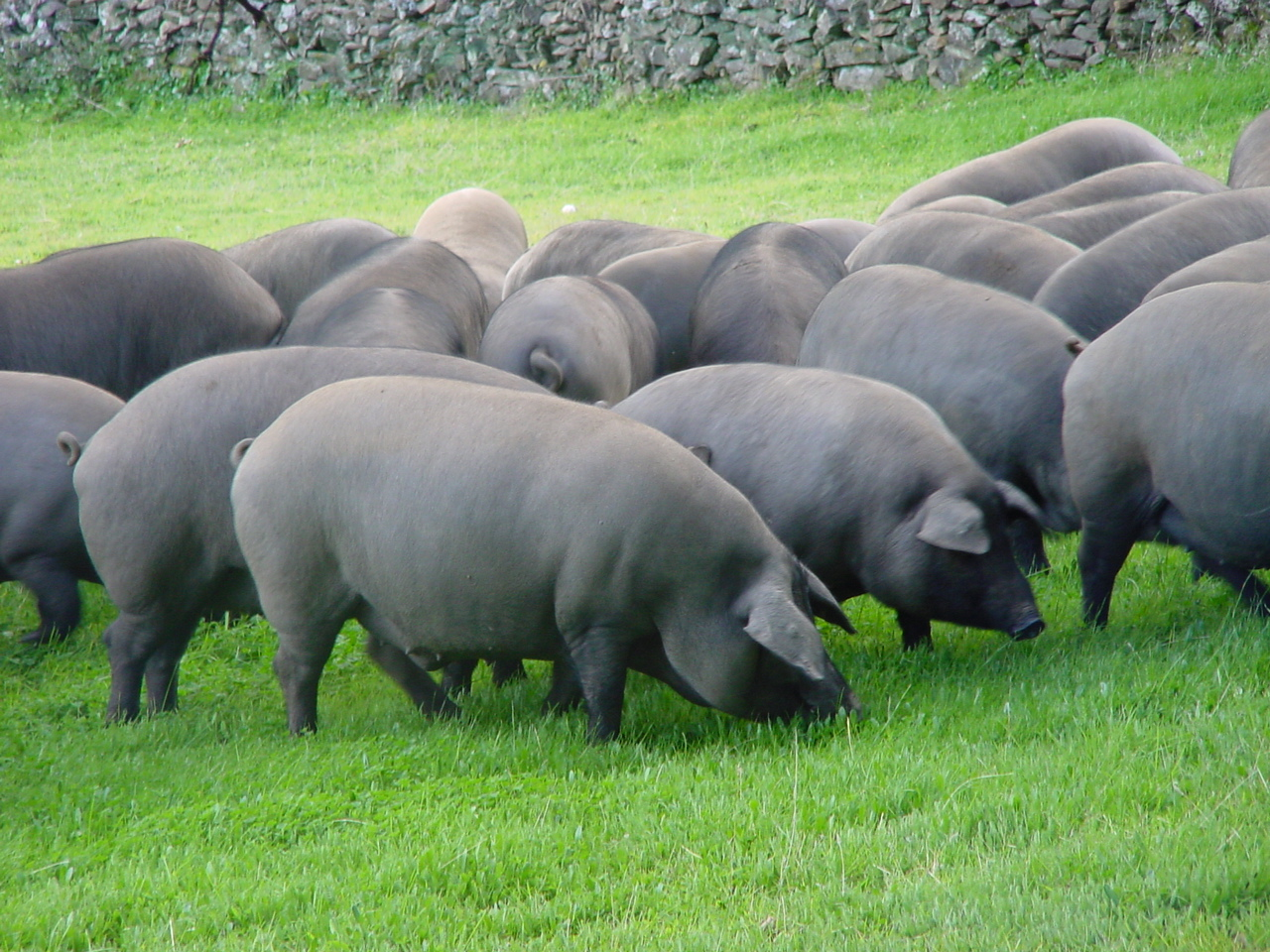
Cerdos en montanera en las dehesas de Fregenal (Extremadura)

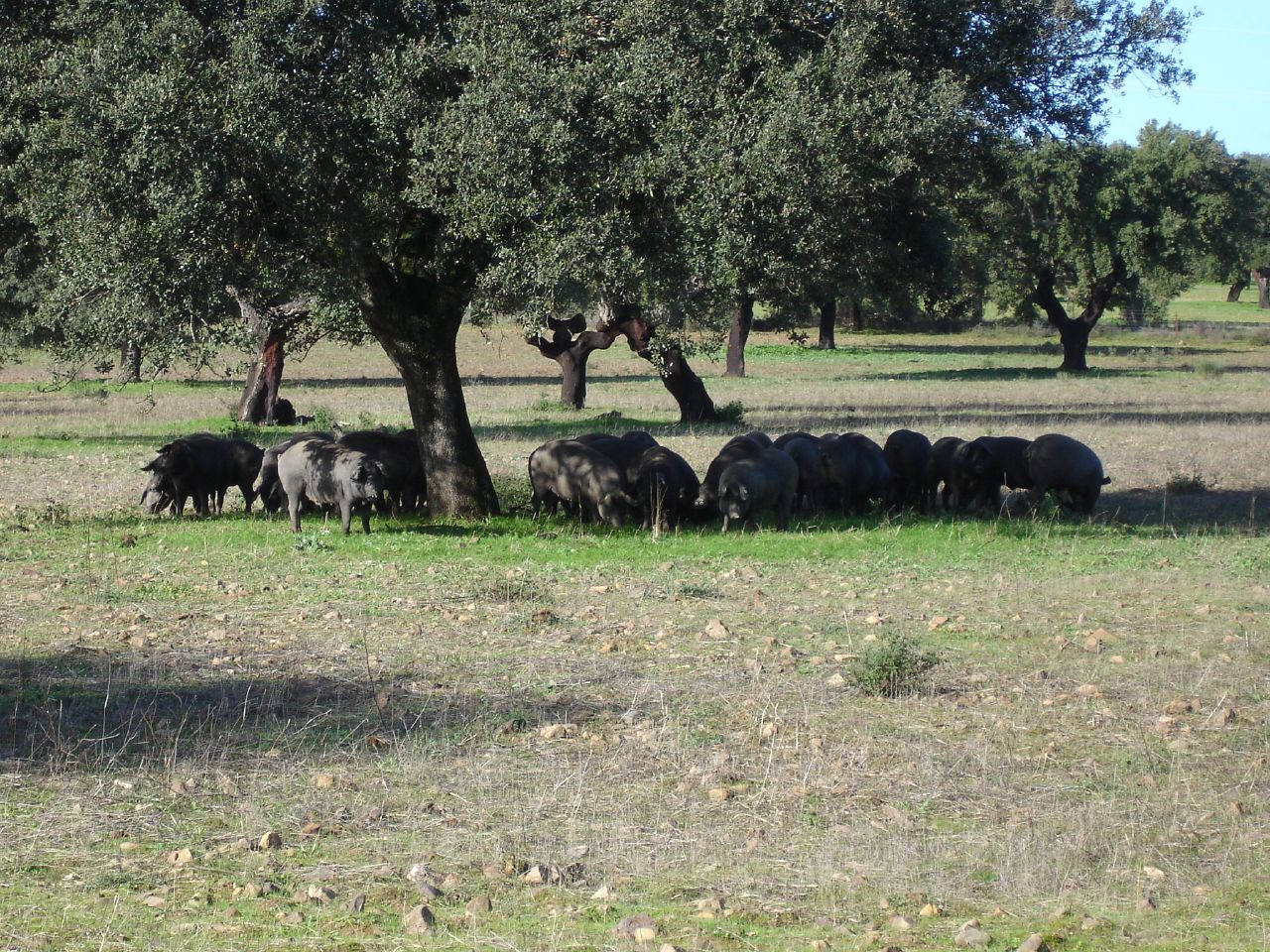
Montanera en una dehesa extremeña

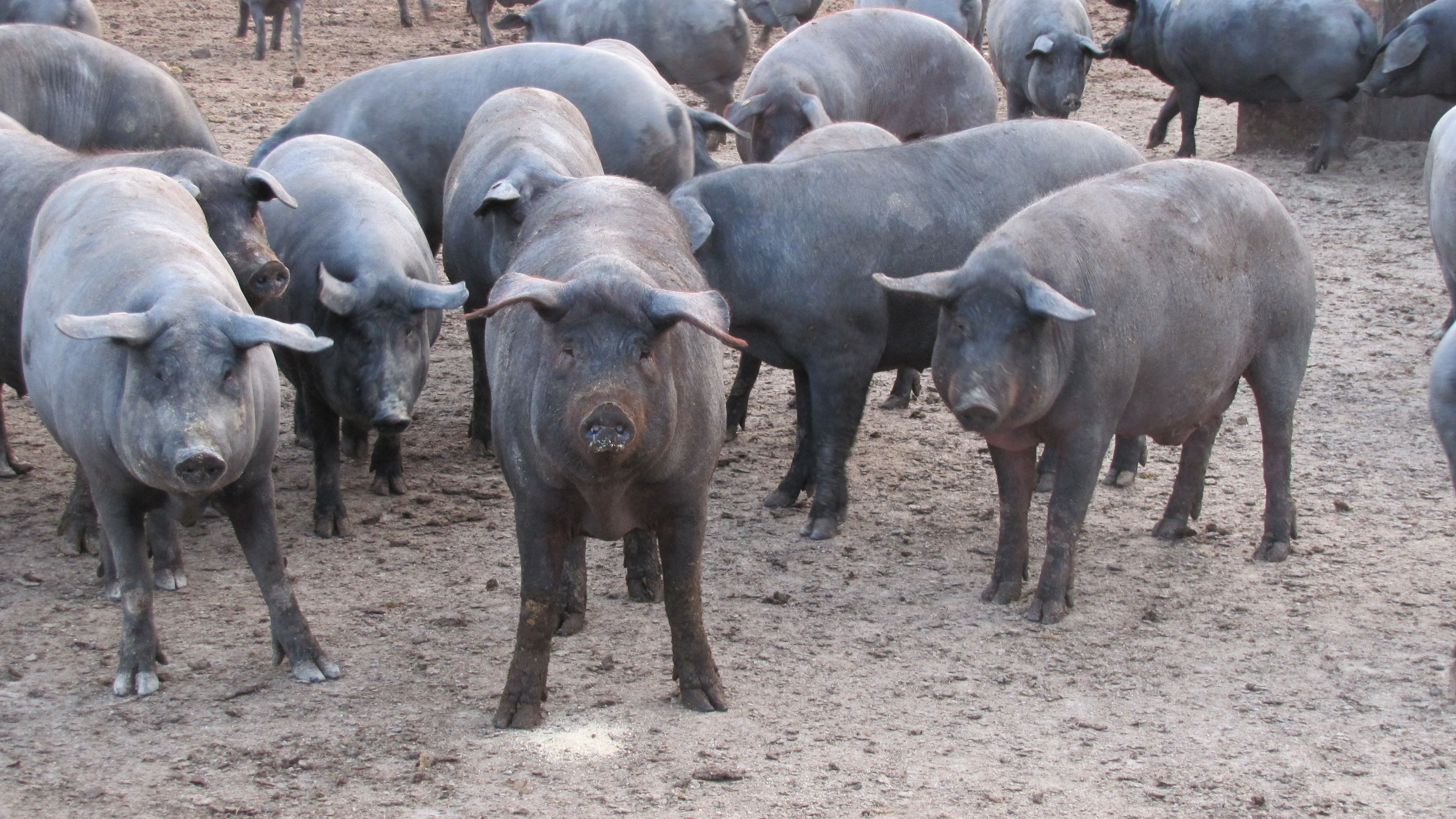
Cerdos Ibéricos adultos en una dehesa, en Salamanca (España).

La montanera es la última fase de la cría del cerdo ibérico y consiste en dejar pastar al cerdo en la dehesa, donde se produce el engorde tradicional, entre bosques de alcornoques y encinas, siendo su fruto, la bellota, el alimento fundamental antes del sacrificio. A este método de cebo sólo se destinan los ejemplares más aptos que hayan culminado las anteriores fases.
La fase de montanera va desde octubre a febrero, coincidiendo con el periodo de maduración de la bellota. Los animales entran en esta etapa con unos 90 kilogramos de peso y pueden llegar a terminar la misma con 160 en años en una buena cosecha de bellotas, ganando un peso medio diario de unos 0,67 kg.
En la montanera, en oposición al sistema intensivo de producción, el cerdo ibérico vive en libertad en este espacio y permanece en movimiento, lo que está en la base de la calidad de sus carnes. De hecho, durante la montanera cada cerdo requiere de aproximadamente de una hectárea de dehesa. En esta fase fundamental, la bellota, por su elevado contenido en hidratos de carbono, aporta energía al animal, y se transformará en la famosa grasa, y las hierbas añaden el peculiar perfume, de todos los derivados del Ibérico.